# Night Court
 Night Court  est un film américain réalisé par W. S. Van Dyke et sorti en 1932.

## Synopsis
Un juge corrompu contraint une jeune fille innocente à la prostitution, après avoir eu connaissance d'informations compromettantes la concernant.

## Fiche technique
- Réalisation : W. S. Van Dyke
- Scénario : Lenore J. Coffee et Bayard Veiller d'après une pièce de Mark Hellinger et Charles Beahan
- Production :  Metro-Goldwyn-Mayer
- Photographie : Norbert Brodine
- Montage : Ben Lewis
- Durée : 92 minutes
- Date de sortie : 4 juin 1932

## Distribution
- Phillips Holmes : Mike Thomas
- Walter Huston : Judge Moffett
- Anita Page : Mary Thomas
- Lewis Stone : Judge Osgood
- Mary Carlisle : Elizabeth Osgood
- John Miljan : Crawford
- Jean Hersholt : Janitor
- Tully Marshall : Grogan
- Noel Francis : Lil Baker